# Julija Pečënkina
Julija Sergeevna Nosova, coniugata Pečënkina, traslitterata anche come Yuliya Pechonkina (in russo Юлия Сергеевна Носова-Печёнкина?; Krasnojarsk, 21 aprile 1978), è un'ex ostacolista e velocista russa, detentrice del record nazionale dei 400 metri ostacoli con il tempo di 52"34.

## Record nazionali

### Seniores
- 400 metri ostacoli: 52"34 ( Tula, 8 agosto 2003)
- Staffetta 4×200 metri indoor: 1'32"41 ( Glasgow, 29 gennaio 2005)  (Ekaterina Kondrat'eva, Irina Chabarova, Julija Pečënkina, Julija Guščina)

## Palmarès
| Anno | Manifestazione  | Sede        | Evento      | Risultato  | Prestazione | Note                                     |
| ---- | --------------- | ----------- | ----------- | ---------- | ----------- | ---------------------------------------- |
| 2000 | Giochi olimpici | Sydney      | 400 m hs    | Semifinale | 56"58       |                                          |
| 2001 | Mondiali indoor | Lisbona     | 4×400 m     | Oro        | 3'30"00     |                                          |
| 2001 | Mondiali        | Edmonton    | 400 m hs    | Argento    | 54"27       |                                          |
| 2001 | Mondiali        | Edmonton    | 4×400 m     | Bronzo     | 3'24"92     |                                          |
| 2002 | Europei indoor  | Vienna      | 400 m piani | 5ª         | 52"91       |                                          |
| 2003 | Mondiali indoor | Birmingham  | 400 m piani | Batteria   | 52"62       |                                          |
| 2003 | Mondiali indoor | Birmingham  | 4×400 m     | Oro        | 3'28"45     |                                          |
| 2003 | Mondiali        | Saint-Denis | 400 m hs    | Bronzo     | 53"71       |                                          |
| 2003 | Mondiali        | Saint-Denis | 4×400 m     | Argento    | 3'22"91     | Miglior prestazione personale stagionale |
| 2004 | Giochi olimpici | Atene       | 400 m hs    | 8ª         | 55"79       |                                          |
| 2005 | Europei indoor  | Madrid      | 4×400 m     | Oro        | 3'28"00     | Record dei campionati                    |
| 2005 | Mondiali        | Helsinki    | 400 m hs    | Oro        | 52"90       | Miglior prestazione mondiale stagionale  |
| 2005 | Mondiali        | Helsinki    | 4×400 m     | Oro        | 3'20"95     |                                          |
| 2007 | Mondiali        | Osaka       | 400 m hs    | Argento    | 53"50       | Miglior prestazione personale stagionale |

## Altre competizioni internazionali
2000
- Coppa Europa di atletica leggera ( Gateshead)

2001
- Coppa Europa di atletica leggera ( Brema)
- 8ª alla Grand Prix Final ( Melbourne), 400 m hs - 56"55

2002
- Coppa Europa di atletica leggera ( Annecy)
- Oro in Coppa del mondo ( Madrid), 400 m hs - 53"74

2005
- Argento alla World Athletics Final ( Monaco), 400 m hs - 53"80

2006
- Oro in Coppa del mondo ( Atene), 400 m hs - 53"88

2007
- Coppa Europa di atletica leggera ( Monaco di Baviera)